# Nysho Gewog
Nysho (Dzongkha: ཉི་ཤོག་), auch Nyisho oder Nyishog, ist einer von fünfzehn Gewogs (Blöcke) des Dzongkhags Wangdue Phodrang in Zentralbhutan.
Nysho Gewog ist wiederum eingeteilt in sechs Chiwogs (Wahlkreise). Laut der Volkszählung von 2005 leben in diesem Gewog 2304 Menschen auf einer Fläche von 116 km² in 467 Haushalten.
Die Dzongkhag Administration nennt in ihrem Internetauftritt eine Einwohnerzahl von 2651 Menschen in 341 Haushalten in 13 Dörfern bzw. Weilern. Die Wahlkommission listet in ihrer Aufstellung zwölf benannte Siedlungen auf.
Der Gewog befindet sich in zentraler Lage im Distrikt Wangdue Phodrang und erstreckt sich über Höhenlagen
zwischen 1880 und 1986 m und ist 82 % mit Wald bedeckt.
Ihr Auskommen hat die Bevölkerung von Nysho Gewog hauptsächlich durch Ackerbau und Viehzucht. Es werden Reis, Kartoffeln und Weizen angebaut und Milch, Käse und Butter produziert.
An staatlichen Einrichtungen gibt es neben der Gewog-Verwaltung
zur medizinischen Versorgung eine Grundversorgungsstelle (BHU, Basic Health Unit)
und zwei Beratungsstellen (Outreach Clinic)
sowie ein Büro zur Entwicklung erneuerbarer natürlicher Ressourcen (RNR, Renewable Natural Resource centre).
Zu den Schulen im Gewog zählt eine weiterführende Schule, die Samtengang Central School mit fast 750 Schülern.
Insgesamt gibt es in diesem Gewog 9 buddhistische Tempel (Lhakhangs), die sich in Staats-, Gemeinde- oder Privatbesitz befinden.
| Chiwog                                      | Dörfer bzw. Weiler |
| ------------------------------------------- | ------------------ |
| Goensar Rajawog དགོན་གསར་_ར་ཛ་འོག་            | Goensar            |
| Chitokha Pangkha སྤྱི་ཏོ་ཁ་_སྤང་ཁ་               | Chitokha           |
| Chitokha Pangkha སྤྱི་ཏོ་ཁ་_སྤང་ཁ་               | Pangkha            |
| Gangjab སྒང་རྒྱབ་                              | Gangjab            |
| Samtengang བསམ་གཏང་སྒང་                      | Nyishogkha         |
| Samtengang བསམ་གཏང་སྒང་                      | Chhedalog          |
| Samtengang བསམ་གཏང་སྒང་                      | Zampa              |
| Samtengang བསམ་གཏང་སྒང་                      | Pangzhikha         |
| Samtengang བསམ་གཏང་སྒང་                      | Samtengang         |
| Geylegkha Kuenzangling དགེ་ལེགས་ཁ་_ཀུན་བཟང་གླིང་ | Geylegkha          |
| Geylegkha Kuenzangling དགེ་ལེགས་ཁ་_ཀུན་བཟང་གླིང་ | Kuenzangling       |
| Chhaebhakha ཆས་བྷ་ཁ་                         | Chhaebhakha        |